# Nepytia pellucidaria
Nepytia pellucidaria är en fjärilsart som beskrevs av Alpheus Spring Packard 1873. Nepytia pellucidaria ingår i släktet Nepytia och familjen mätare. Inga underarter finns listade i Catalogue of Life.